# Lipnic
Lipnic – miejscowość i gmina w Mołdawii, w rejonie Ocnița. W 2014 roku liczyła 3271 mieszkańców.
Nieopodal miejscowości w 1470 roku rozegrała się Bitwa pod Lipnic pomiędzy wojskami mołdawskimi pod wodzą Stefana III Wielkiego oraz wojskami Złotej Ordy dowodzonymi przez Ahmed-chana.